# Вадим Персидский

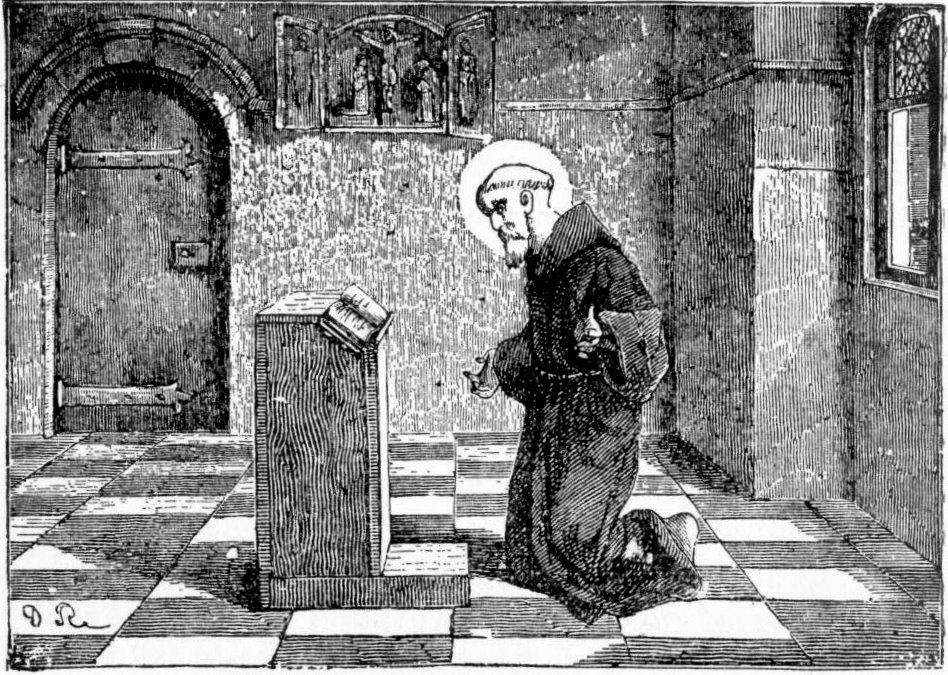
Святой Вадим (Живописные Жития Святых, 1878 г.)

Святой Вадим (лат. Bademus; IV век, Вифлапат — 10 апреля 376) — архимандрит, христианский святой, почитаемый в лике преподобномучеников. Память в Православной церкви совершается 9 (22) апреля.

## Жизнеописание
Родился в IV веке в персидском городе Вифлапате. Смолоду был просвещён христианским учением. Оставил богатых и знатных родителей, ушёл из дома и поселился в небольшой обители за городом. Вскоре его подвижничество было замечено, и он был рукоположён во пресвитеры. На некоторое время он удалился на пустынную гору и молился там в полном одиночестве, где был один раз удостоен увидеть Славу Божию, после чего вернулся в монастырь и там снова учил и проповедовал до самой смерти.
Правивший в то время в Персии царь Шапур (309—379) жестоко преследовал христиан: от его же гонений пострадали святые Симеон, Исакий и многие другие. Всего мучениками были признаны более 270 жертв Шапура, и память о всех них отмечается в день памяти преподобномученика Вадима.
Святой Вадим вместе с семью учениками был брошен в темницу, где их подвергали жестоким истязаниям, требуя отречься от Христа и поклониться солнцу и огню (богу Атару). Святой Вадим выдержал четыре месяца пыток, и видя это, его ученики так же твёрдо держались Христовой веры.
Другой заключённый христианин по имени Нирсан, бывший начальник города Арии, не выдержал испытания и отрёкся от Христа. Житие сообщает, что Шапур потребовал от него, чтобы тот собственноручно отсёк голову святому Вадиму, и Нирсан, боясь новых мучений, согласился. За это предательство Шапур обещал ему прощение и награду. К Нирсану привели святого Вадима, закованного в цепи, и дали ему меч. Святой Вадим сказал ему: «Неужели твоя злоба, Нирсан, дошла до того, что ты не только от Бога отрёкся, но и рабов Его начинаешь убивать. Горе тебе, окаянный, что станешь делать в тот день, когда предстанешь на страшном суде дать ответ Богу! Я с радостью скончаюсь в мучении за Христа, но не хотел бы принять смерть от твоей руки».
Нирсан ударил мечом, но не сумел сразу отсечь голову святому, Вадим претерпел мучения, пока палач не смог наконец отрубить ему голову. Казнь преподобномученика Вадима датируется 376 годом.
Согласно житию, стойкость святого произвела впечатление на язычников, и, хоть Нирсану и заплатили обещанное, радости это ему не принесло — мучимый совестью, он вскоре покончил с собой, бросившись на меч. После смерти царя Шапура ученики Вадима вышли из темницы, где пробыли пять лет.